# Arkadij Ter-Tadevosjan
Arkadij Ivanovič Ter-Tadevosjan (in russo Аркадий Иванович Тер-Тадевосян?, in armeno Արկադի Հովհանեսի Տեր-Թադևոսյան?; Tbilisi, 22 maggio 1939 – Erevan, 31 marzo 2021) è stato un generale armeno.
È stato un capo militare delle forze armene durante la prima guerra del Nagorno Karabakh. Ter-Tadevosjan è conosciuto per aver attivamente organizzato le operazioni militari durante la battaglia di Shushi che portò alla conquista della città l'8 maggio 1992.
È insignito del titolo di Eroe dell'Artsakh, la più alta onorificenza della Repubblica dell'Artsakh.
Nel 2000 ha fondato l'associazione dei "Veterani della guerra di liberazione" ed è tutt'oggi considerato un eroe nazionale in Armenia e nell'Artsakh.